# Marie Pachler

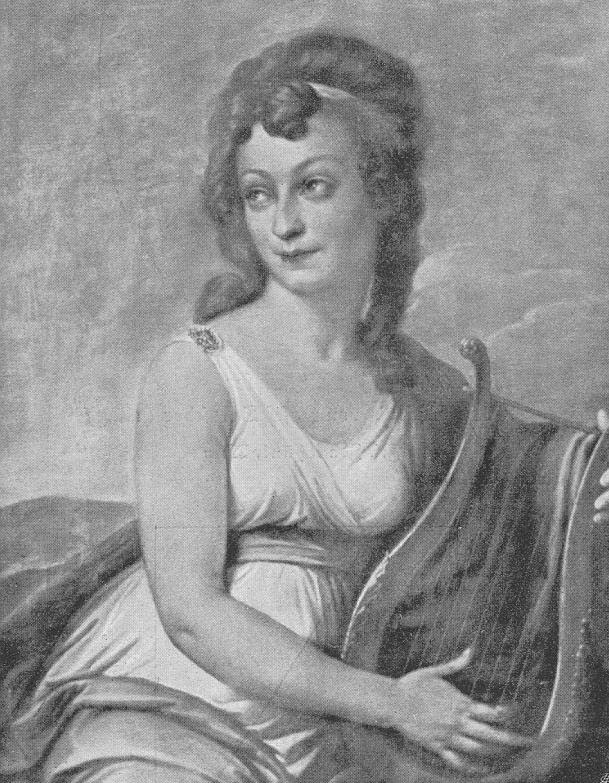
Porträt von Josef Abel von vor 1818

Marie Leopoldine Pachler-Koschak (auch Maria Pachler, * 2. Februar 1794 in Graz; † 10. April 1855 ebenda) war eine österreichische Musikerin, Komponistin und Salonière.

## Leben
Pachler wurde als Tochter des Juristen Aldobrand Koschak (1759–1813) und der Therese, geborene Ruard, geboren. In ihrem Haus waren häufig Musiker, Künstler und weitere Persönlichkeiten zu Gast. Sie erhielt bereits früh eine gute musikalische und literarische Ausbildung, für die insbesondere Julius Franz Borgias Schneller verantwortlich zeichnete. Als Wunderkind bezeichnet, trat sie bereits als Kind bei von ihrem Vater veranstalteten Konzerten auf. Im Alter von neun Jahren legte sie erste Kompositionen vor. Diese wurden von den Regimentskapellen in Graz sowie auf den väterlichen Hausbällen gespielt. Als 1811 die Familie durch den Staatsbankrott einen Großteil des Vermögens verlor, sollte sie Berufsmusikerin werden. Nach Intervention ihrer Mutter schlug sie diesen Weg nicht ein.
Pachler heiratete 1816 den Grazer Rechtsanwalt und Brauerei-Besitzer Karl Pachler (1789–1850). 1817 traf sie auf Ludwig van Beethoven, mit dem sie später noch einen Briefkontakt pflegte. Das Ehepaar Pachler unterhielt bis etwa 1830 einen Salon, in dem unter anderem Anton Halm, Anselm Hüttenbrenner, Karl Gottfried von Leitner, Anton Prokesch von Osten, Julius Franz Borgias Schneller, Julie Gley, Karl Rettich oder Franz Schubert zu Gast waren. Er galt als Zentrum des Grazer Bildungsbürgertums.
Auf Vermittlung von Johann Baptist Jenger weilte Schubert 1827 im Haus der Eheleute Pachler. Er vertonte dort auf Marie Pachlers Anregung Heimliches Lieben (D 922), Eine altschottische Ballade (D 923), Das Weinen (D 926) und Vor meiner Wiege (D 927). Sie widmete er Marie Pachler. Außerdem komponierte er den Kindermarsch (D 928) für Karl Pachlers Namenstag, der von Marie und dem Sohn der Eheleute Faust Pachler 1827 uraufgeführt wurde.
Pachler adoptierte mit ihrem Ehemann 1835 Friedrich Kaltenegger von Riedhorst, der zusammen mit ihrem leiblichen Sohn Faust aufwuchs.

## Ehrungen und Gedenken
Pachler war Ehrenmitglied des Musikvereins für Steiermark sowie ab dem 15. Oktober 1817 der Philharmonischen Gesellschaft Laibach. Außerdem ist der Pachlerweg in Graz nach ihr benannt.